# Уважение
Уваже́ние — субъективная позиция одного человека по отношению к другому, признание достоинств личности, чувство почтения кого-либо.   
Уважение является одним из важнейших требований нравственности, подразумевающее такое отношение к людям, в котором практически (в соответствующих действиях, мотивах, а также в социальных условиях жизни общества) признаётся достоинство личности.
Сложившееся в моральном сознании общества понятие уважения предполагает: справедливость, равенство прав, возможно более полное удовлетворение/учитывание интересов людей, уважение к чужому мнению, предоставление/обеспечение им свобод; доверие к ним, внимательное отношение к их убеждениям, устремлениям; чуткость, вежливость, деликатность, а нарушением требования уважения являются недоверие, насилие, угнетение, несправедливость, подавление свобод, неравенство, унижение достоинства, грубость.
Однако смысл, вкладываемый во все эти понятия, из которых складываются уважение и 'неуважение', определяется характером общества и присущих ему социальных отношений. По Канту уважение устанавливает норму человеческих отношений даже в большей мере, чем симпатия. Только на основе уважения может появиться взаимопонимание. Анализом понятия «уважение» занимались философы Иммануил Кант, Мартин Бубер и Эммануэль Левинас.

## В психотерапии
Уважение — это установка, в психотерапии, по отношению к больному. Это внутреннее принятие терапевтом обстоятельств его судьбы и его жизненного статуса, то есть всей личности больного и его стратегии борьбы с болезнью.
Уважение к неприкосновенности личности (другого человека и своей) является основой развития терапевтических отношений. Особенно это относится к пациентам, страдающим тяжёлыми расстройствами.

## В социальной работе
Уважение к людям — важный принцип социальной работы, который предполагает, что все люди заслуживают уважения. Согласно этому принципу нельзя лишать человека уважения из-за его роли в обществе или черт характера. Некоторые авторы считают этот принцип главной ценностью социальной работы.

## В военном деле
Ранее в России, в военном деле, уважение в сфере военных дисциплинарных отношений как юридическая обязанность состояло не в одном воздержании от поступков, оскорбительных для чести начальника имеющего чин, но и в оказании ему наружных знаков почтения. И поэтому оно именовалось чинопочитанием.

## В праве

### Уважение государственного суверенитета
Уважение государственного суверенитета — общепризнанный принцип международного права, включающий в себя признание и уважение политической независимости государства, его территориальной целостности, равноправия с другими государствами, права свободно выбирать и развивать свои политические, социальные, экономические и культурные системы.
Данный принцип закреплён Уставом ООН, Декларацией о принципах международного права, касающихся дружественных отношений и сотрудничества между государствами в соответствии с Уставом ООН, Заключительным актом Совещания по безопасности и сотрудничеству в Европе (1975 года).

### Уважение достоинства личности
Уважение достоинства личности, прав и свобод человека — прямая обязанность всякого государства. При этом человек имеет право на уважение его достоинства как со стороны самого государства, его органов и должностных лиц, так и со стороны других членов общества, что также обеспечивается мерами государственной поддержки.
В соответствии с Конституцией Российской Федерации — России, достоинство личности охраняется государством. Ничто не может быть основанием для его умаления (ч. 1 ст. 21).
Подобный принцип закреплён и в конституциях многих других государств мира. Например, согласно ч. 1 ст. 1 Основного закона Федеративной Республики Германия, от 23 мая 1949 года, достоинство человека неприкосновенно. Уважать и защищать его — обязанность всей государственной власти. Статьёй 110-с Конституции Норвегии предусмотрено, что обязанностью государственной власти признаётся уважение и обеспечение прав человека. Порядок выполнения данного правила определяется законом. В соответствии с абзацем 3 ст. 33 Конституции КНР государство уважает и обеспечивает права человека. Статьёй 10 Конституции ЮАР установлено, что каждый имеет неотъемлемое достоинство и право на уважение и защиту своего достоинства и так далее.
Конкретизация принципа уважения достоинства личности производится в текущем законодательстве.
Так, согласно ст. 9 — «Уважение чести и достоинства личности» — УПК России, в ходе уголовного судопроизводства запрещаются осуществление действий и принятие решений, унижающих честь участника уголовного судопроизводства, а также обращение, унижающее его человеческое достоинство либо создающее опасность для его жизни и здоровья (ч. 1); никто из участников уголовного судопроизводства не может подвергаться насилию, пыткам, другому жестокому или унижающему человеческое достоинство обращению (ч. 2).
Органы полиции также обязаны осуществлять свою деятельность на основе соблюдения и уважения прав и свобод человека и гражданина.
Обязанность уважать честь и достоинство любого человека, его деловую репутацию, способствовать сохранению социально-правового равенства всех членов общества возложена и на сотрудников ФССП России.